# Monanthotaxis micrantha
Monanthotaxis micrantha är en kirimojaväxtart som först beskrevs av John Gilbert Baker, och fick sitt nu gällande namn av Bernard Verdcourt. Monanthotaxis micrantha ingår i släktet Monanthotaxis och familjen kirimojaväxter. Inga underarter finns listade i Catalogue of Life.